# فرودگاه کلارکسویل/رد ریور کاونتی
فرودگاه کلارکسویل/رد ریور کاونتی (به انگلیسی: Clarksville/Red River County Airport) یک فرودگاه همگانی بهره‌برداری هوایی است که یک باند فرود آسفالت دارد و طول باند آن ۹۱۴ متر است. این فرودگاه در شهر کلارکسویل، تگزاس کشور ایالات متحده آمریکا قرار دارد و در ارتفاع ۱۳۴ متری از سطح دریا واقع شده‌است.